# Koštabona
Koštabona (it. Costabona) je vas v Slovenski Istri, ki upravno spada pod Mestno občino Koper.
Uradni status Koštabone v novejših uradnih pisnih dokumentih je naselje, saj slovenska zakonodaja naselij ne razvršča na mesta, trge in vasi, ne glede na velikost ali tip naselja. 

## Lega in opis
Koštabona stoji na naravnem pomolu oz. flišnem slemenu nad reko Dragonjo in potokom Supot.

## Zgodovina
Glede na arheološke najdbe naj bi bilo na tem mestu že prazgodovinsko gradišče. V pozni antiki je bila naselbina strateško pomembna in je kot rimska utrdba Castrum Bonae lahko ščitila trgovsko pot po dolini reke Dragonje. Iz latinskega imena naj bi izhajalo sedanje ime vasi, po ustnem izročilu pa naj bi na mestu cerkve svetega Kozme in Damjana v antiki stal tempelj Bone, rimske boginje plodnosti. Ime »Koštabona«, prav tako pa tudi naselje samo, se v pisnih virih prvič omenja leta 1186, podatek o tem hrani Škofijski arhiv Koper. V vasi živi približno 200 prebivalcev, med letoma 1912 in 1964 pa je v njej delovala tudi osnovna šola. V širši okolici se nahajajo tudi zaselki Kapeli, Hrvatini, Plešivica in Škrline.

## Znamenitosti
V Koštaboni so tri podružnične cerkve, ki sedaj spadajo pod Župnijo Krkavče: 
- cerkev svetih Kozme in Damjana,
- pokopališka cerkev Svetega Andreja, obe zgrajeni v 15. stoletju,
- cerkev blaženega diakona Elija.

Koštabona je lahko tudi izhodiščna točka turistične pešpoti, imenovane Pot vodnih virov, ki poteka v srednjem porečju Dragonje; med sosednimi naselji oz. zaselki: Draga, Strane, Na perilu, Puče, Krkavče, Nova vas in Brače. Nedaleč od Koštabone je slap Supot.

## Arhitektura
Vas je danes poznana kot zgled tradicionalne istrske vaške arhitekture, ki je povečini ohranjena in vzdrževana. Tloris vasi je podoben elipsi; iz osrednje vaške ulice so speljani dostopi na posamezna dvorišča.

## Praznična Koštabona

### Elijevi dnevi v Koštaboni
Vsako leto v Koštaboni potekajo že tradicionalni Elijevi dnevi (v spomin na blaženega diakona Elija iz Koštabone), ki jih družno organizirajo istrsko društvo Helium Diacon Castrum Bonae, Kulturno društvo Alojz Kocjančič, vaška skupnost Koštabona in Župnija Krkavče - podružnica Koštabona. Dnevi so del praznovanja »Praznična Koštabona«, ki obsega tudi druženje »Istra gude eno kanta«, z nastopi različnih skupin in izvajalcev. Sestavni del Elijevih dnevov pa je tudi praznična procesija in bogoslužje v eni od lokalnih podružničnih cerkva, pa tudi počastitev blaženega v koprski stolnici.

## Znane osebnosti, povezane s Koštabono
- Elda Viler
- Lara Baruca
- Elij iz Koštabone